# DR V 120 001
Die V 120 001 war eine Diesellokomotive der Deutschen Reichsbahn mit pneumatischer Kraftübertragung.

## Geschichte
1924 erteilte die DR einen Auftrag zur Entwicklung einer leistungsfähigen Diesellokomotive für den Personenzugdienst auf Haupt- und Nebenbahnen. Da die heute übliche elektrische oder hydraulische Leistungsübertragung noch nicht entwickelt war, wurde das für große Diesellokomotiven entscheidende Problem der Kraftübertragung zwischen Motor und Rädern über ein pneumatisches System gelöst.
Eine größen- und typenmäßige Entwicklungsgrundlage war die Dampflokomotive der Baureihe 78, von der die Leistungsdaten und die Triebwerkskonfiguration übernommen wurden. Probefahrten führten zu mehreren Änderungen, so dass die 1927 gebaute, zunächst als V 3201 bezeichnete Lokomotive erst 1929 in Dienst gestellt wurde. Sie wurde der Reichsbahndirektion Stuttgart zugeteilt und 1930 in V 120 001 umgezeichnet (entsprechend der Motorkurzzeitleistung von 1200 PS).
Die Lokomotive bewährte sich nicht und wurde schon 1933 aus dem Dienst genommen. An ihrer Stelle entwickelte man die V 140 001 mit hydraulischer Kraftübertragung.

## Antriebskonfiguration
Ein Reihen-6-Zylinder-Dieselmotor von MAN des Typs S6V 45/42 mit 450 mm Zylinder-Bohrung und 420 mm Hub und 400 l Hubraum (eine für damalige U-Boote übliche Bauweise) trieb einen einstufigen Verdichter mit 2 Zylindern (Bohrung: 640 mm, Hub: 350 mm) an, mit dem die Luft auf 6,5 bar verdichtet wurde. Bei 400 Umdrehungen pro Minute leiste er effektive 1.000 PS Dauerleistung, bei 450 Umdrehungen pro Minute leistete er eine effektive Kurzzeitleistung von 1.200 PS. Die verdichtete Luft wurde von den Motorabgasen in einem Wärmetauscher auf 350 °C erhitzt, um die beim Verdichten als Wärme verlorengegangene Energie wieder zuzuführen – dieser Wärmeverlust ist ein prinzipieller Nachteil der pneumatischen Kraftübertragung. Zur Kühlung des Kompressors wurde pro Hub etwa 2 ml Wasser fein zerstäubt in jeden Zylinder eingespritzt, um die maximal zulässige Temperatur am Auslassventil von 200 °C nicht zu überschreiten.
Diese Pressluft wurde einem Triebwerk zugeführt, wie es für Dampflokomotiven verwendet wurde: Zwei Zylinder mit 700 mm Durchmesser arbeiteten mit einer Treibstange jeweils auf die mittlere von drei gekuppelten Achsen; die Steuerung entsprach der Bauart Heusinger.
Der Aufbau der Lokomotive war kastenförmig mit zwei Endführerständen, an deren Stirnseiten sich je ein großer Kühler für den Motor befand.

## Leistungsdaten
Der Wirkungsgrad des Antriebes betrug rechnerisch 26 %, die effektive Dauerleistung 1000 PS (735,5 kW) bei 400 min−1.
Kurzzeitig konnte die Leistung durch Erhöhen der Motor-Drehzahl um 50 min−1 auf 1200 PS (883 kW) gesteigert werden.